# Ich elender Mensch, wer wird mich erlösen
Ich elender Mensch, wer wird mich erlösen (in tedesco, "Chi libererà me, misero uomo?") BWV 48 è una cantata di Johann Sebastian Bach.

## Storia
La cantata Ich elender Mensch, wer wird mich erlösen venne composta da Bach a Lipsia nel 1723 e fu eseguita il 3 ottobre dello stesso anno in occasione della XIX domenica dopo la Trinità. Il testo è tratto dalla Lettera ai Romani, capitolo 7 versetto 24, per il primo movimento, da una poesia di Martin Rutilius per il terzo e da testi di autore sconosciuto per i rimanenti.
Il tema musicale è tratto dagli inni Herr Jesu Christ, du höchstes Gut del 1587 e Ach Gott und Herr del 1625.

## Struttura
La cantata è scritta per contralto solista, tenore solista, coro, tromba, violino I e II, oboe I e II, viola e basso continuo ed è suddivisa in sette movimenti:
1. Coro: Ich elender Mensch, wer wird mich erlösen, per tutti.
2. Recitativo: O Schmerz, o Elend, so mich trifft, per contralto, archi e continuo.
3. Corale: Solls ja so sein, per tutti.
4. Aria: Ach, lege das Sodom der sündlichen Glieder, per contralto, oboe e continuo.
5. Recitativo: Hier aber tut des Heilands Hand, per tenore e continuo.
6. Aria: Vergibt mir Jesus meine Sünden, per tenore, oboe, archi e continuo.
7. Corale: Herr Jesu Christ, einiger Trost, per tutti.